# Toshihiko Uchiyama (fotbollsspelare född 1989)
Toshihiko Uchiyama (内山 俊彦 Uchiyama Toshihiko?), född 29 april 1989 i Chiba prefektur, är en japansk fotbollsspelare.
Uchiyama började sin karriär 2013 i Fukushima United FC. Efter Fukushima United FC spelade han för Tochigi Uva FC och Tokyo Musashino City FC.